# 콘치즈

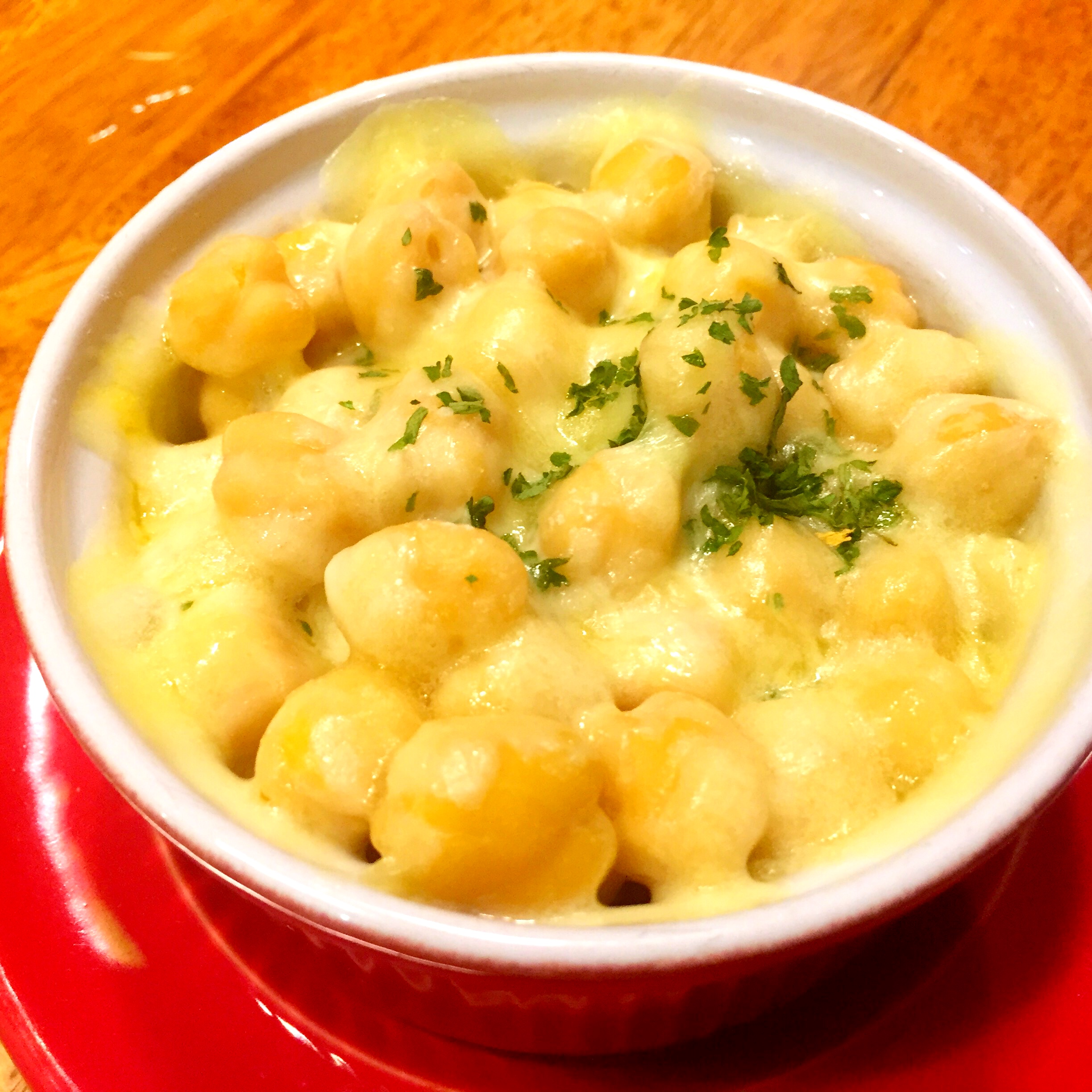
콘치즈

콘치즈(corn+cheese)는 옥수수 알과 모차렐라 치즈로 만든 한국 요리이다. 안주 역할을 하기도 한다.

## 조리
흔히 캔 옥수수를 쓴다. 팬에 버터를 두르고 옥수수 알을 잘게 다진 양파, 피망 등 향신채와 함께 볶다가, 마요네즈와 설탕을 넣어 섞고 그 위에 모차렐라 치즈를 올린다. 치즈가 노릇노릇해질 때까지 오븐이나 브로일러에서 구워 낸다.

## 같이 보기
- 오징어채